# مركز الإعداد الجامعي

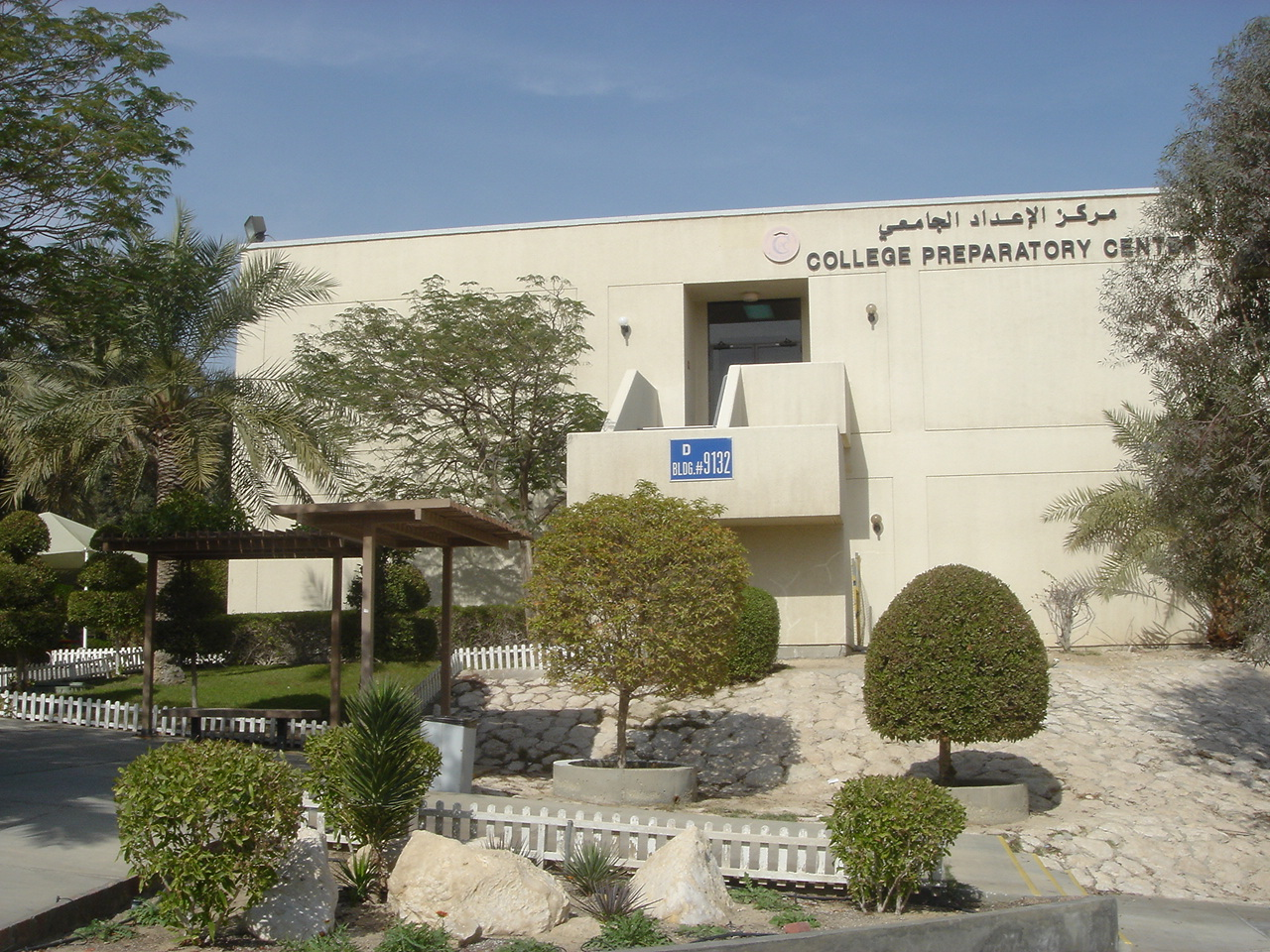
مبنى المركز التحضيري الجامعي

كلية أرامكو التأهيلية هو المركز التحضيري الجامعي لارامكو السعودية، حيث يعقد فيه البرنامج التحضيري الجامعي. وهو شرط لاغنى عنه للالتحاق ببرنامج الشهادة الجامعية لغير الموظفين كما يطلق عليه (CDPNE)، وهذا البرنامج انتقائي من الدرجة الأولى حيث تديره شركة ارامكو.

## التأسيس

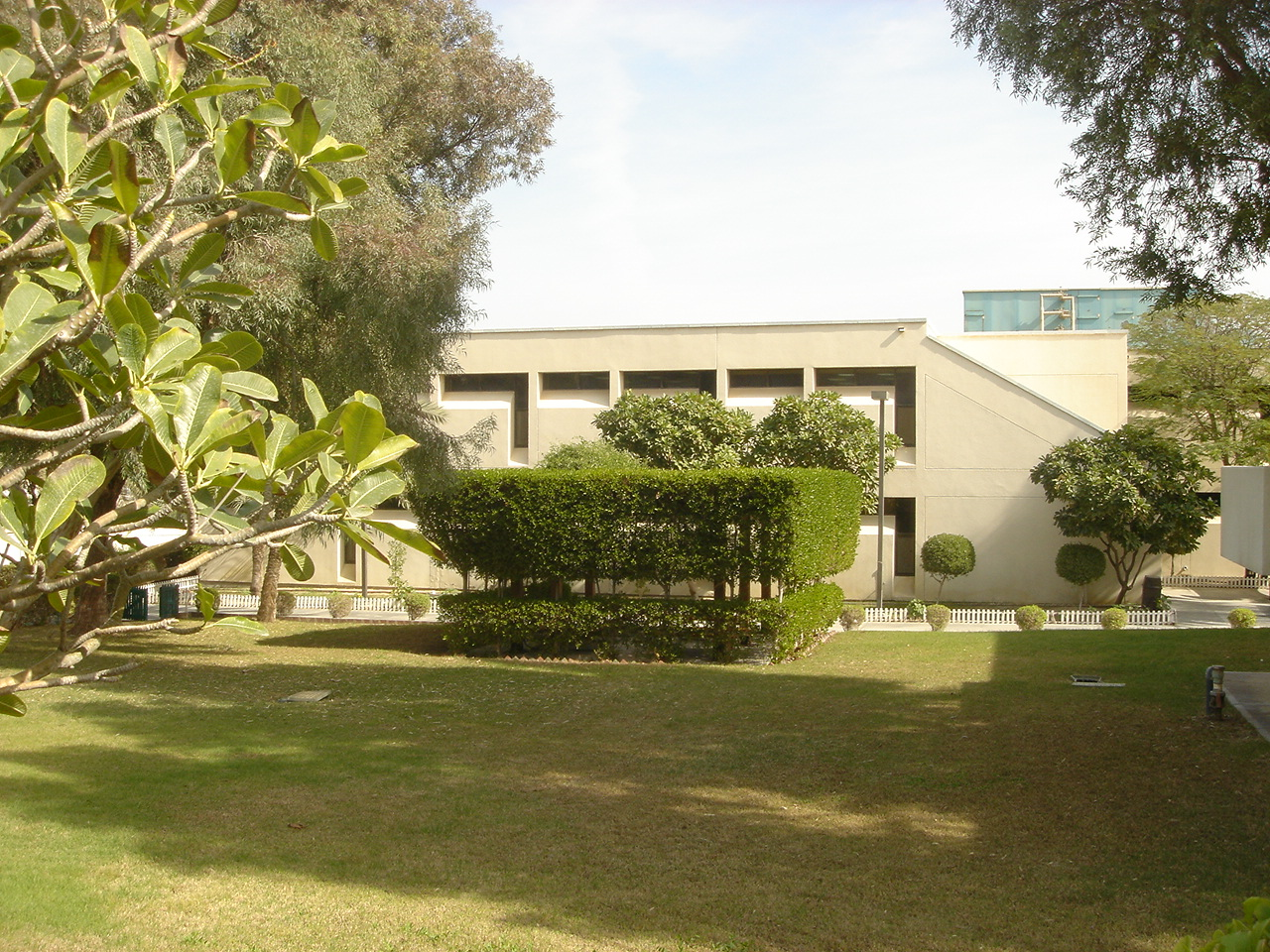
المركز التحضيري الجامعي

تم إنشاء المركز من قبل أرامكو عام 1985.

## نبذة
المركز عبارة عن برنامج دراسي مدته 10 أشهر ويقع (بالقرب من مركز التدريب الصناعي في محافظة الظهران)، حيث يقضي الطالب الأشهر العشرة في مركز التأهيل، ينتقل بعدها إلى الجامعات العالمية إما إلى الولايات المتحدة أو المملكة المتحدة أو كندا أو الصين أو كوريا أو اليابان أو أستراليا ونيوزيلندا لإنهاء تعليمه للحصول على درجة البكالوريوس لمدة 4 سنوات في إطار برنامج CDPNE.

## البرنامج
كان البرنامج محصوراً فقط للطلاب السعوديين حتى جاء الوقت الذي أعلنت فيه أرامكو السعودية بأنها ستتيح منحاً دراسية للطالبات خلال صيف 2006. وبالنسبة للسنة الأكاديمية من عام 2006-2007  تم استدعاء 251 طالباً من الذكور و 56 من الإناث. وبالنسبة للسنة الأكاديمية 2009-2010، تم قبول 182 من الذكور و 43 من الإناث في البرنامج. وفي 2003 2004، كان معدل القبول 1.20% أي انه تم قبول 148 من الطلبة من بين 12300 من المتقدمين المؤهلين.
ويعين كل طالب في أحدا الادارات التابعة لأرامكو السعودية بناء على التخصص الذي التحق به. وفي الفترة 2013-2014، بلغ معدل القبول 2.2% ، 350 طالباً و82 طالبة تم قبولهم من مجموعة تضم أكثر من 20 ألف طالب في جميع أنحاء المملكة العربية السعودية.

## الأقسام
ينقسم طلاب البرنامج إلى أربعة مسارات وفقا لاختبار تحديد المستوى للرياضيات واللغة الانجليزية:
1. مستوى عالي في كل من الرياضيات واللغة الإنجليزية.
2. الحصول على مستوى جيد C في الرياضيات واللغة الإنجليزية

- CH: مستوى عالٍ في كل من الرياضيات واللغة الإنجليزية.
- CR: الرياضيات العادية وج باللغة الإنجليزية.
- BR: الرياضيات العادية أو عالية المستوى و B باللغة الإنجليزية.
- AR: الرياضيات العادية أو عالية المستوى و A باللغة الإنجليزية.

حيث C في اللغة الإنجليزية هي الأعلى و A هي الأدنى.
وينقسم طلاب البرنامج إلى أربعة مسارات وفقا لاختبار تحديد المستوى للرياضيات واللغة الإنجليزية.
- مستوى عالي في كل من الرياضيات واللغة الإنجليزية.
- الحصول على مستوى جيد C في الرياضيات واللغة الإنجليزية.

ينقسم العام في CPP إلى ثلاثة فصول دراسية حيث يدرس الطلاب مواد مختلفة وفقًا لمستوى والتخصص.  جميع الطلاب ينضمون إلى بعض الدورات  والدورات البحثية ودورات مهارات الكمبيوتر والإنترنت ومهارات المكتبات.  أيضاً يأخذ جميع الطلاب  دورات إعداديه AP والتي تلعب دوراً كبيراً لأعضاء الإدارة وأعضاء هيئة التدريس. يأخذ جميع الطلبة باستثناء طلاب الأعمال (AP) مواد حساب التفاضل والتكامل وعلوم الكمبيوتر والفيزياء B و C أيضاً الكيمياء والإحصاء واخيراً الاقتصاد الكلي.
وخلال السنة، يُعرض على طلاب المستوى (C) أن يأخذوا اختبارين لطلاب المستوى (SAT)، واختبار واحد للطلاب في المستوى (B) أو (A. ويعرض على جميع الطلاب أن يأخذوا اختبارات قياس مستوى اللغة الإنجليزية (IELTS) بدرجة 3 إذا لم يحققوا الرقم المطلوب في المرة الأولى. وفي بعض الحالات، يسمح بالرحيل المبكر للطلاب الانتقائيين للدراسة في بلدان الشرق مثل الصين وكوريا واليابان وأستراليا. الذي انطلقت في عام 1998  لكن هذا البرنامج توقف في عام 2015. وينقسم البرنامج إلى ثلاث أقسام. وتنقسم الوحدات  على النحو التالي:
- قسم الكيمياء والجيولوجيا (رئيس مجلس الإدارة: السيد محمد فواز).
- قسم علوم الحاسب (الرئيس: د. حنان محمد).
- قسم الدراسات العامة واللغة الإنجليزية (الرئيس: السيد رون مورتنسن).
- قسم الفيزياء (الرئيس: السيد إيهاب ك.
- قسم الرياضيات (الرئيس: السيد دينيس لوي).
- قسم دراسات الأعمال. (الرئيسة: السيدة ريا مادلانغساكاي).
- اللياقة البدنية الشخصية والرياضة (PE) قسم. (الرئيس: السيد موسى عبد العزيز).

ومعظم الموظفين الذين يعملون في البرنامج هم من البلدان الناطقة بالإنجليزية، إن أسلوب التعليم يحاكي أغلب الجامعات الأميركية و (المدارس) في الولايات المتحدة.

## متطلبات القبول
وفيما يلي متطلبات الإلتحاق المركز التحضيري الجامعي:
1. خريج المرحلة الثانوية حديثاً.
2. الحصول على درجة 85 أو أعلى في اختبار تقييم مركز قياس حتى يلتحق الطالب في البرنامج.
3. الحصول على نتيجة  90 فأعلى. ولا بد من الحصول على نسبة 90% على الأقل بما يعادل (3.60 في المائة/4) في مواد  اللغة الإنجليزية والرياضيات وعلوم الكمبيوتر والفيزياء والبيولوجيا والكيمياء.
4. نتيجة اختبار التحصيلي ليست من شروط القبول.
5. اجتياز اختبار الرياضيات واللغة الإنجليزية.

## متطلبات التخرج
متطلبات التخرج:
1. الحصول على IELTS بدرجة 6.5 أو أعلى من كل قسم بمقدار لا يقل عن 5.5 لطلاب CH و CR ، an IELTS درجة 6.0 أو أعلى من كل قسم لا يقل عن 5.5 لطلاب BR ، أو IELTS درجة 5.5 أو أعلى من كل قسم لا تقل الدرجة عن 5 للطلاب العلوم
2. A CGPA (المعدل التراكمي) من 2.5/4 أو أعلى من ذلك.
3. GPA من 2.5/4 أو أعلى في الترم الثالث.
4. للحصول على D على الأقل في مهارات الكتابة في اللغة الإنجليزية (ENGL036)

## المزايا المقدمة
1. خلال تلك الأشهر العشرة، تقدم الشركة للطلاب غرفة نوم مجانية.
2. مكافأة شهرية قدرها 3500 ريال.
3. نقل مجاني بالحافلات من CPC و STC إلى سكن الطلبة.
4. يمكن للطلاب حجز تذاكر طيران مجانية إلى جدة أو الرياض وحتى ينبع عبر شركة طيران أرامكو.

### المميزات المقدمة للطالبات
1. يحتوي سكن الفتيات على 3 طوابق وحوالي 36 غرفة، وفي كل طابق توجد غرفة صالة تحتوي على ميكروويف وتلفزيون وأجهزة كمبيوتر. هناك غرفة غسيل مليئة بغسالة الملابس، ومستشار لمساعدة الفتيات، والتأكد من تأمين المكان. هناك حديقة واسعة مع غرفة الدراسة واللعب.
2. الذين يعيشون داخل مخيم للفتيات، وهو مكان آمن وهناك الكثير من المرافق والأنشطة للقيام مثل مكتبة الظهران الترفيهية، مقهى النجار، مطعم بيت التندوري، بولينغ، سينما، ملعب البطة، قاعة الظهران لتناول الطعام، وسوبر ماركت.
3. حافلات نقل مجانية من وإلى الظهران مول، الراشد مول في 3 مرات مختلفة في اليوم.

## الإبتعاث
جميع الطلاب الذين يجتازون السنه الأولى في CPP إلى CDPNE (برنامج الدرجة الجامعية لغير الموظفين) يتم منحهم منحة دراسية كاملة إلى واحدة من أرقى الجامعات في انحاء العالم، غالبيتها في الولايات المتحدة وكندا والمملكة المتحدة وجمهورية أيرلندا وأستراليا مع تغطية جميع التكاليف. ويُمنح كل باحث الفرصة لمواصلة دراساته العليا مثل درجة الدكتوراه، بينما يحصل على راتب بدوام كامل بعد العمل لمدة 5 سنوات على الأقل في الشركة.
يتم تخصيص مسارات درجات للطلاب عند قبولهم. وغالبية هذه المسارات تتعلق بالهندسة والعلوم، ويتم ذلك على حسب ماتحتاجة الشركة، وليس من الضروري أن تقدم كل هذه التخصصات كل عام.

## التخصصات
- هندسة كيميائية
- هندسة البترول
- هندسة الحاسوب
- علوم الكومبيوتر
- علم الاحياء المجهري
- هندسة صناعية
- علوم وهندسة المواد
- مهندس ميكانيكى
- الهندسة الكهربائية
- هندسة الإلكترونيات
- هندسة بيئية
- العلوم البيئية
- هندسة الحماية من الحرائق
- هندسة السلامة
- هندسة البرمجيات
- هندسة النظم
- جيولوجيا
- الجيوفيزياء
- كيمياء
- الكيمياء الصناعية
- محاسبة
- إدارة أعمال
- العدالة الجنائية
- تمويل
- تطوير الموارد البشرية
- ادارة الموارد البشرية
- إدارة الأمدادات
- نظم المعلومات الإدارية
- تسويق
- هندسة الحاسوب
- علوم الكومبيوتر
- هندسة كيميائية
- إدارة الأمدادات
- هندسة البترول
- مهندس ميكانيكى
- الهندسة الكهربائية
- هندسة البرمجيات
- جيولوجيا
- الجيوفيزياء
- كيمياء
- محاسبة
- تطوير الموارد البشرية
- ادارة الموارد البشرية
- نظم المعلومات الإدارية